# Марек Квапіл
Марек Квапіл (чеськ. Marek Kvapil; 5 січня 1985, м. Ілава, ЧССР) — чеський хокеїст, правий нападник. Виступає за «Нафтохімік» (Нижньокамськ) у Континентальній хокейній лізі.
Вихованець хокейної школи «Дукла» (Тренчин). Виступав за «Славія» (Прага), «Комета» (Брно), «Сегіно Спіріт» (ОХЛ), «Спрингфілд Фелконс» (АХЛ), «Джонстаун Чіфс» (ECHL), «Міссісіпі Сі-Вулвз» (ECHL), «Норфолк Адміралс» (АХЛ), ХК «Вітковіце», ХК «Поруба», «Динамо» (Москва), «Сєвєрсталь» (Череповець), «Медвещак» (Загреб).
В чемпіонатах Чехії — 156 матчів (41+68), у плей-оф — 34 матчі (9+11).
У складі національної збірної Чехії учасник чемпіонату світу 2010 (8 матчів, 0+0). У складі молодіжної збірної Чехії учасник чемпіонату світу 2005.
Досягнення
- Чемпіон світу (2010)
- Володар кубка Гагаріна (2012, 2013)
- Срібний призер чемпіонату Чехії (2010)
- Бронзовий призер молодіжного чемпіонату світу (2005).